# Alfie Whiteman
Alfie Whiteman (Tottenham, Inglaterra, 2 de octubre de 1998) es un futbolista inglés. Juega de guardameta y se encuentra sin equipo.

## Trayectoria
Whiteman entró a las inferiores del Tottenham Hotspur F. C. en 2015, y fue promovido al primer equipo en la temporada 2020-21. Debutó el 26 de noviembre de 2020 en la Liga Europa de la UEFA contra el Ludogorets en reemplazo de Joe Hart.
El 12 de agosto de 2021 fue enviado a préstamo al Degerfors IF de la Allsvenskan de Suecia. Continuó en este equipo en 2022 antes de regresar al Tottenham Hotspur, donde no volvió a tener oportunidades de jugar hasta la expiración de su contrato en junio de 2025.

## Selección nacional
Fue internacional juvenil por Inglaterra. Disputó el Campeonato Europeo Sub-17 de la UEFA 2014 y la Copa Mundial de Fútbol Sub-17 de 2015.

## Estadísticas
Actualizado al último partido disputado el 18 de septiembre de 2022.
| Club                               | Div.          | Temporada     | Liga  | Liga  | Copas nacionales | Copas nacionales | Copas internacionales | Copas internacionales | Total | Total |
| Club                               | Div.          | Temporada     | Part. | Goles | Part.            | Goles            | Part.                 | Goles                 | Part. | Goles |
| ---------------------------------- | ------------- | ------------- | ----- | ----- | ---------------- | ---------------- | --------------------- | --------------------- | ----- | ----- |
| Tottenham Hotspur F. C. Inglaterra | 1.ª           | 2020-21       | 0     | 0     | 0                | 0                | 1                     | 0                     | 1     | 0     |
| Degerfors IF · Suecia              | 1.ª           | 2021          | 13    | 0     | 0                | 0                | ―                     | ―                     | 13    | 0     |
| Degerfors IF · Suecia              | 1.ª           | 2022          | 21    | 0     | 0                | 0                | ―                     | ―                     | 21    | 0     |
| Degerfors IF · Suecia              | Total club    | Total club    | 34    | 0     | 0                | 0                | 1                     | 0                     | 34    | 0     |
| Tottenham Hotspur F. C. Inglaterra | 1.ª           | 2022-23       | 0     | 0     | 0                | 0                | 0                     | 0                     | 0     | 0     |
| Tottenham Hotspur F. C. Inglaterra | 1.ª           | 2023-24       | 0     | 0     | 0                | 0                | ―                     | ―                     | 0     | 0     |
| Tottenham Hotspur F. C. Inglaterra | 1.ª           | 2024-25       | 0     | 0     | 0                | 0                | 0                     | 0                     | 0     | 0     |
| Tottenham Hotspur F. C. Inglaterra | Total club    | Total club    | 0     | 0     | 0                | 0                | 1                     | 0                     | 1     | 0     |
| Total carrera                      | Total carrera | Total carrera | 34    | 0     | 0                | 0                | 1                     | 0                     | 35    | 0     |
| 1.                                 |               |               |       |       |                  |                  |                       |                       |       |       |

## Palmarés

### Títulos internacionales
| Título                 | Equipo                  | Sede   | Año  |
| ---------------------- | ----------------------- | ------ | ---- |
| Liga Europa de la UEFA | Tottenham Hotspur F. C. | Bilbao | 2025 |